# Cephalacanthus maculatus
Cephalacanthus es un género monotípico de plantas con flores perteneciente a la familia Acanthaceae. El género tiene una sola especie de hierbas Cephalacanthus maculatus Lindau. Es natural de Perú donde se encuentra en el Departamento de San Martín.

## Taxonomía
Cephalacanthus maculatus fue descrita por el botánico, pteridólogo y micólogo alemán, Gustav Lindau y publicado en  Repertorium Specierum Novarum Regni Vegetabilis 1: 158, en el año 1905.